# KGTV
KGTV est une station de télévision américaine affilié au réseau ABC détenue par le groupe E. W. Scripps Company et située à San Diego en Californie sur le canal 10.

## Télévision numérique terrestre
| Canal virtuel | Video | Aspect | Programmation                       |
| ------------- | ----- | ------ | ----------------------------------- |
| 10.1          | 720p  | 16:9   | Programmation principale KGTV / ABC |
| 10.2          | 480i  | 16:9   | Me-TV                               |
| 10.3          | 480i  | 16:9   | Laff (en)                           |
| 10.4          | 480i  | 16:9   | Court TV Mystery (en)               |